# Norgesmesterskapet 1913
La Norgesmesterskapet 1913 di calcio fu la 12ª edizione del torneo. Terminò il 13 ottobre 1913, con la vittoria dell'Odd sul Mercantile per 2-1. Fu il quinto titolo nella storia del club.

## Risultati

### Primo turno
| Squadra 1  | Risultato | Squadra 2   |
| ---------- | --------- | ----------- |
| Gjøvik-Lyn | 0 – 7     | Kvik Halden |
| Stavanger  | 6 – 4     | Brann       |

- Le altre squadre ricevettero una wild card.

### Secondo turno
| Squadra 1  | Risultato | Squadra 2 |
| ---------- | --------- | --------- |
| Mercantile | 8 – 0     | Brage     |
| Stavanger  | 2 – 5     | Odd       |
| Ørn        | ? – ?     | Grane     |

- Il Kvik Halden ricevette una wild card.

### Semifinali
| Squadra 1  | Risultato      | Squadra 2   |
| ---------- | -------------- | ----------- |
| Mercantile | 2 – 1 (d.t.s.) | Kvik Halden |
| Ørn        | 0 – 3          | Odd         |

### Finale
| Arbitro: | Gelbord |

|                       |           |             |
| Haakonsen 32’ Aas 37’ | Marcatori | 42’ Iversen |

#### Formazioni
| Odd (2-3-5) |  |                    |
|             |  |                    |
| POR         |  | Ingolf Pedersen    |
| DIF         |  | Otto Aulie         |
| DIF         |  | Per Skou           |
| CEN         |  | Bjarne Gulbrandsen |
| CEN         |  | Peder Henriksen    |
| CEN         |  | Thoralf Grubbe     |
| ATT         |  | Henry Reinholdt    |
| ATT         |  | Sverre Andersen    |
| ATT         |  | Per Haraldsen      |
| ATT         |  | Rolf Haakonsen     |
| ATT         |  | Jonas Aas          |

| Mercantile (2-3-5) |  |                            |
|                    |  |                            |
| POR                |  | Sverre Lie                 |
| DIF                |  | Harald Schreiner           |
| DIF                |  | Charles Herlofson          |
| CEN                |  | Thomas Hesselberg Berntzen |
| CEN                |  | Harald Johansen            |
| CEN                |  | Fredrik Holmsen            |
| ATT                |  | Rolf Aas                   |
| ATT                |  | Kaare Engebretsen          |
| ATT                |  | Hans Endrerud              |
| ATT                |  | Olaf Iversen               |
| ATT                |  | Eystein Holmsen            |